# Ravna Sika (Žut)
Ravna Sika je nenaseljeni otočić u hrvatskom dijelu Jadranskog mora. Nalazi se na pola puta između sjevernog rta o. Žuta i južnog rta o. Sita, između Babe i Rončića. Dug je 150 m, širok 95 m, visok 6 m. Dužina obale iznosi 400 m, površina pašnjaka 7.906 m2, žala 1.459 m2, ukupno 9.365 m2.